# Ensemble Desmarest
L’Ensemble Desmarest est un collectif de jeunes musiciens, chanteurs et instrumentistes, réunis autour du claveciniste Ronan Khalil.

## Description
Fondé en 2012, il se consacre au répertoire post-renaissance, à l'aube du mouvement baroque, et travaille essentiellement autour de la voix. Sélectionné en 2012 parmi les jeunes ensembles en résidence du Centre Culturel de Rencontre d'Ambronay et en 2013 comme artiste résident à la Fondation Singer-Polignac à Paris, l’Ensemble Desmarest collabore avec quelques-uns des chanteurs les plus talentueux de la jeune génération comme Rodrigo Ferreira, Camille Poul, Maïlys de Villoutreys, Dagmar Saskova, Manuel Nunez, Virgile Ancely et Jeanne Crousaud. Invité de grands festivals, salles de concerts et émissions de radio, l’Ensemble Desmarest se produit en France (à l’Opéra de Lille, au Théâtre de Coulommiers, au Festival de Deauville, la Salle Cortot, au Festival d’Ambronay, l’Auditorium du Louvre, la Chapelle Royale de Versailles, et à l’étranger (Festival Pavia Barocca, Baroque Week de Bucarest, Fringe Oudemuziek Utrecht etc).

## Résidences
- 2012 : Centre culturel de rencontre d'Ambronay (résidences jeunes ensembles)[3].
- Octobre 2012 : Conservatoire national supérieur de musique de Bucarest (RO)
- Depuis 2013 : Fondation Singer-Polignac à Paris
- Mars 2014 : Vieux Palais d'Espalion (création Il Pianto della Madonna)
- Mai 2014 : Théâtre de Coulommiers (création La Duchesse de Longueville : entre sainteté et libertinage)

## Discographie
- An Ode on the death of Mr. Henry Purcell de John Blow, Paris (2013), disponible en téléchargement libre sur Jamendo
- Il Pianto della Madonna (2016) B Records (Naïve distribution), sortie nationale 29 avril 2016[4].

## Vidéos
- Prélude en mi mineur pour viole de gambe et basse continue de François Couperin (2014), avec Robin Pharo (viole de gambe) et Ronan Khalil (clavecin), réalisée par Julien Landais et tournée à la Galerie Colbert à Paris,
- Ronan Khalil : interview vidéo et session Qobuz par Marc Zisman (2014).
- Consert de différens Oyseaux de Estienne Moulinié (2014), avec Dagmar Saskova (mezzo-soprano) et Ensemble Desmarest, captation live à la Fondation Singer-Polignac à Paris.